# Paragwaj na Letnich Igrzyskach Olimpijskich 1984
Paragwaj na Letnich Igrzyskach Olimpijskich 1984 reprezentowało 14 zawodników. Był to 4. start reprezentacji Paragwaju na letnich igrzyskach olimpijskich.

## Skład kadry

### Judo
Mężczyźni
- Max Narváez – waga półlekka – 20. miejsce

### Boks
Mężczyźni
- Oppe Pinto – waga musza – 9. miejsce
- Perfecto Bobadilla – waga lekkośrednia – 17. miejsce

### Lekkoatletyka
Mężczyźni
- Francisco Figueredo – 800 metrów – odpadł w eliminacjach
- Ramón López

5000 metrów – odpadł w eliminacjach
10 0000 metrów – odpadł w eliminacjach
3000 metrów z przeszkodami – odpadł w eliminacjach
- Nicolás Chaparro

110 metrów przez płotki – odpadł w eliminacjach
400 metrów przez płotki – odpadł w eliminacjach
- Oscar Diesel

Skok w dal – 28. miejsce
Trójskok – 28. miejsce
- Claudio Escauriza – dziesięciobój – 22. miejsce

### Strzelectwo
Mężczyźni
- William Wilka – pistolet szybkostrzelny, 25 m – 46. miejsce
- Alfredo Coello – pistolet szybkostrzelny, 25 m – 54. miejsce
- Olegario Farrés – trap – 67. miejsce
- Osvaldo Farrés – trap – 68. miejsce
- Vicente Bergues – skeet – 61. miejsce
- Ricardo Tellechea – skeet – 67. miejsce